# Mario Osbén
Mario Ignacio Osbén Méndez né le 14 juillet 1950 à Chiguayante au Chili et mort le 7 février 2021, est un footballeur international chilien, qui évoluait au poste de gardien de but, avant de devenir entraîneur.

## Biographie

### Carrière de joueur

#### Carrière en sélection
Avec l'équipe du Chili, il dispute 36 matchs (pour aucun but inscrit) entre 1979 et 1988. 
Il figure notamment dans le groupe des sélectionnés lors de la coupe du monde de 1982. Il joue 3 matchs lors du mondial : contre l'Autriche, la RFA et l'Algérie.
Il participe également à la Copa América de 1987 organisée en Argentine.

## Palmarès
| Chili - Copa América : - Finaliste : 1987. |  | - Footballeur chilien de l'année (1) : 1991. |